# Roberto Ruiz Esparza
Jorge Roberto Ruiz Esparza Orduña (ur. 16 stycznia 1965 w Puebli) – meksykański polityk i piłkarz występujący najczęściej na pozycji środkowego obrońcy.
Po zakończeniu kariery piłkarskiej Ruiz został politykiem. Był kandydatem partii Nueva Alianza na prezydenta miasta Puebla w wyborach w 2007 roku.